# Croton ramboi
Croton ramboi är en törelväxtart som beskrevs av Antonio Costa Allem. Croton ramboi ingår i släktet Croton och familjen törelväxter. Inga underarter finns listade i Catalogue of Life.